# Sprengstoff

GHS-Piktogramm für instabile explosive Stoffe, Gemische und Erzeugnisse mit Explosivstoff(en)

ADR Gefahrgutklasse 1 – Explosivstoffe und Gegenstände, die Explosivstoffe enthalten

Ein Sprengstoff oder auch Explosivmittel ist eine chemische Verbindung oder eine Mischung chemischer Verbindungen, die unter bestimmten Bedingungen sehr schnell reagieren und dabei eine große Energiemenge in Form einer Druckwelle (oft mit Hitzeentwicklung) freisetzen kann (Detonation). Die Geschwindigkeit, mit der sich die Reaktion innerhalb des Sprengstoffes ausbreitet, liegt dabei über der innerstofflichen Schallgeschwindigkeit. Ein Stoff, der detonieren kann, wird sprengkräftig genannt, was insbesondere Zündmittel einbezieht.
Die Sprengstoffe gehören zusammen mit den Initialsprengstoffen, Treib- und Schießstoffen (Schwarzpulver und Schießpulver oder Treibladungspulver), Zündmitteln und pyrotechnischen Erzeugnissen zu den explosionsgefährlichen Stoffen (Explosivstoffen).

## Einführung
Sprengstoffe basieren auf energiereichen Verbindungen. Dies sind teilweise organische Verbindungen, welche Atome der Elemente Kohlenstoff (C), Wasserstoff (H), Stickstoff (N) und Sauerstoff (O) enthalten und thermodynamisch wenig stabil sind, oder starke Oxidationsmittel in Verbindung mit reduzierbaren Stoffen, beispielsweise anorganische Chlorate in Mischung mit organischen Stoffen, Metallen, Kohlepulver oder Schwefel. Typischerweise weisen die meisten organischen Sprengstoffe Nitrogruppen auf. Bei der Explosion entstehen sehr stabile, gasförmige Verbindungen wie Kohlenstoffdioxid CO2, Wasserdampf und Stickstoff N2. Bei dieser Umsetzung wird innerhalb weniger Mikro- oder Millisekunden eine große Wärmemenge freigesetzt, außerdem sind die bei der Umsetzung des Sprengstoffs entstehenden Reaktionsprodukte auch wegen der entstehenden Hitze von mehreren tausend Grad Celsius gasförmig. Die plötzliche Entstehung sehr heißer Gase mit großem Raumbedarf, aus einem Feststoff oder einer Flüssigkeit, hat dann die für Sprengstoffe typische Druckwelle zur Folge. Die Sprengwirkung wird durch die hohe Temperatur der Gase drastisch verstärkt, denn je mehr Hitze der Sprengstoff bei der Detonation freisetzt, desto stärker der Gasdruck. Eine möglichst hohe Temperatur trägt somit zur größeren Sprengwirkung bei. Der Druck ist aber auch von anderen Faktoren abhängig.
Einigen Sprengstoffen werden auch Sauerstoffträger zugesetzt, einerseits um die Sauerstoffbilanz zu verbessern, andererseits um Hochleistungssprengstoffe zu strecken und auf diese Weise einen hohen Bedarf zu decken. So wurden in Deutschland gegen Ende des Zweiten Weltkriegs in militärisch verwendeten Sprengmitteln die Anteile an Hochleistungssprengstoffen immer weiter gesenkt und durch alle verfügbaren Salpeter sowie sauerstoffarmen Ersatzsprengstoffe ersetzt. Kurz vor Kriegsende wurden dann sogar alkalichloridhaltige Wettersprengstoffe zur Füllung von Munition verwendet.
Sowohl die zivilen als auch militärischen Sprengstoffe enthalten mitunter noch Metalle wie Aluminium oder Zink. Während feingepulvertes Aluminium durch höhere Temperatur die Gasschlagwirkung steigert, dienen Aluminium- oder Zinkgrieß in Flak-Munition zur Erhöhung der Brandwirkung im Ziel.
Zur Initiierung von Sprengstoffen werden Sprengzünder verwendet. Es gibt elektrische, nicht-elektrische und elektronische Zündsysteme. Daneben werden gelegentlich noch Sprengkapseln eingesetzt, die mittels Sicherheitsanzündschnur gezündet werden. Wenn die Hauptladung aus einem sehr unempfindlichen Sprengstoff besteht, so ist zwischen Sprengzünder und Hauptladung noch eine zusätzliche Verstärkungsladung (Booster, Schlagverstärker) erforderlich.

## Geschichte
Der erste Explosivstoff – Schwarzpulver – wurde schon sehr früh in der Menschheitsgeschichte hergestellt, da alle Komponenten (Kalisalpeter, Schwefel und Holzkohle) leicht verfügbar sind. Der „Liber Ignium“ (das Buch der Feuer) von Marcus Graecus aus dem 11. Jahrhundert, mit noch erhaltenen Abschriften vom Beginn des 13. Jahrhunderts, enthält noch mehrere Rezeptvarianten. Aber erst in der zweiten Hälfte des 14. Jahrhunderts wurde es vermehrt eingesetzt, hauptsächlich in Feuerwaffen und als Explosivstoff.
Die ersten synthetischen Sprengstoffe waren 1847 Nitroglycerin, entdeckt von Ascanio Sobrero in Turin, sowie 1846 Zellulosenitrat (Nitrozellulose bzw. Schießbaumwolle). Da Glycerintrinitrat sehr erschütterungsempfindlich ist und ungenügend neutralisiertes Zellulosenitrat zur Selbstentzündung neigt, deren Ursache zunächst nicht erkannt wurde, war die Handhabung sehr gefährlich. 1862 erfand Alfred Nobel die Initialzündung und 1867 gelang es ihm in Krümmel bei Geesthacht, durch Aufsaugen von Glycerintrinitrat in Kieselgur Dynamit herzustellen. 1875 fand Nobel durch Gelatinieren des flüssigen Glycerintrinitrats mit 6 bis 8 % festem Zellulosenitrat die Sprenggelatine, den damals stärksten gewerblichen Sprengstoff. Da auch die Sprenggelatine noch ziemlich schlagempfindlich und teuer war, wurden durch Zumischen von Holzmehl und Nitraten die sogenannten gelatinösen Sprengstoffe entwickelt. Sie sind handhabungssicher und sprengkapselempfindlich.
Mittlerweile werden sie, gerade im Bereich der Gewinnungssprengungen, von Ammoniumnitrat-Sprengstoffen verdrängt.
Zu den ältesten militärischen Brisanzsprengstoffen zählen die Pikrinsäure und das m-Trinitrokresol, deren Ausgangsstoffe aus Steinkohleteer gewonnen wurden. Diese hatten jedoch den großen Nachteil, dass sie an der Innenwandung der Granaten stoßempfindliche Schwermetallpikrate bildeten, die zu Rohrkrepierern führten. Aus diesem Grund wurden die Granaten vor dem Befüllen innen lackiert. Als die Erdöldestillation genügend Toluol bereitstellen konnte, verdrängte TNT seine Vorgänger als häufig genutzter, sehr handhabungssicherer, brisanter Militärsprengstoff.
Moderne Sprengstoffe mit höherer Brisanz basieren oft auf Hexogen, Nitropenta oder Ethylendinitramin. Octogen gilt als einer der brisantesten Sprengstoffe, ist aber in der Herstellung aufwendig und sehr teuer. Es wird fast ausschließlich für Spezialladungen verwendet, zum Beispiel Hohlladungen, wenn sehr hohe Brisanz gefragt ist.

## Parameter zur Charakterisierung von Sprengstoffen

### Sauerstoffbilanz
Die Sauerstoffbilanz gibt an, ob zu viel oder zu wenig Sauerstoff zur vollständigen Oxidation des Sprengstoffes zur Verfügung steht. Je ausgeglichener die Sauerstoffbilanz (je näher bei Null), umso höher die Temperatur und umso stärker die Sprengwirkung. Bei militärischen Anwendungen von Sprengstoffen ist die Sauerstoffbilanz nebensächlich, bei Sprengstoffen für gewerbliche Zwecke sollte sie grundsätzlich positiv sein, um die Bildung brennbarer oder giftiger Reaktionsprodukte zu vermeiden. Die Sauerstoffbilanz von Sprengstoffen, die in reiner Form eine negative Sauerstoffbilanz aufweisen, kann durch Zuschlag von Sauerstoffträgern (z. B. Ammoniumnitrat) beeinflusst werden.

### Spezifisches Schwadenvolumen (Normalgasvolumen)
Das Spezifische Schwadenvolumen ist das Gasvolumen in Litern, das bei der vollständigen Umsetzung von 1 kg Explosivstoff unter Normalbedingungen entstünde.
Mit der Stoffmenge {\displaystyle n} der gasförmigen Detonationsprodukte (Schwaden) pro Gramm Sprengstoff (in mol/g) ergibt sich das spezifische Schwadenvolumen (in l/kg) wie folgt:
{\displaystyle V_{0}=22{,}4{\frac {\ell }{\rm {mol}}}\cdot n\cdot 1000}
Beispiel: Aus 1 Kilogramm Ammoniumnitrat entstehen bei seiner vollständigen Explosion ca. 43,7 Mol Wasserdampf, Stickstoff und Sauerstoff.
{\displaystyle \mathrm {2NH_{4}NO_{3}\longrightarrow 4\ H_{2}O+2N_{2}+\ O_{2}} }
Gemäß obiger Formel ergibt sich ein spezifisches Schwadenvolumen bzw. Normalgasvolumen für reines Ammoniumnitrat mit 980 l/kg.

### Spezifische Energie
Die Spezifische Energie ist die Energiemenge in Kilojoule, die bei der vollständigen Umsetzung von 1 kg Explosivstoff frei wird.
Ihrer in der Praxis gebräuchlichen Maßeinheit MPa·l/kg zufolge kann man sie zahlenmäßig aber auch als den Druck in Megapascal auffassen, den 1 kg des betreffenden Explosivstoffes bei seiner vollständigen Umsetzung in einem Volumen von 1 Liter erzeugen würde (1 MPa·l = 1 kJ). Spezifische Energie, spezifisches Schwadenvolumen und Explosionstemperatur hängen daher engstens zusammen.

### Ladedichte
Die Ladedichte ist das Verhältnis der Masse des Explosivstoffes zum Volumen des Explosionsraumes. Die Detonationsgeschwindigkeit ist von der Ladedichte abhängig.

### Schlagempfindlichkeit
Die Empfindlichkeit von Sprengstoffen gegen mechanische Einwirkung (Schlag, Stoß) kann durch Zusatz von phlegmatisierenden Stoffen wie Paraffin herabgesetzt werden. Die Phlegmatisierung explosionsfähiger Gemische wird als Inertisierung bezeichnet.
Desgleichen kann durch Zugabe sogenannter Sensibilisierer die Empfindlichkeit erhöht werden.

## Daten einiger Sprengstoffe
Kenndaten einiger ausgewählter Sprengstoffe, wie sie meist empirisch aus standardisierten Experimenten wie der Bleiblockausbauchung ermittelt werden:
|                                  | Schwarzpulver | Propantriol- trinitrat (Nitroglycerin) | Ethandiol- dinitrat (Glycoldinitrat) | Schieß- baumwolle        | Pentaerythrit- tetranitrat (Nitropenta) | Trinitrotoluol (TNT) | Hexogen (RDX; T4)       |
| -------------------------------- | ------------- | -------------------------------------- | ------------------------------------ | ------------------------ | --------------------------------------- | -------------------- | ----------------------- |
| Schmelz- temperatur °C           | –             | 13,5                                   | −22                                  | zersetzt sich bei 180 °C | 141                                     | 81                   | 204–206 °C (Zersetzung) |
| Dichte g/cm³                     | 1,1           | 1,6                                    | 1,49                                 | 1,67                     | 1,77                                    | 1,65                 | 1,82                    |
| Sauerstoff- bilanz %             | −18           | +3,5                                   | ±0                                   | −29,6                    | −10,1                                   | −74,0                |                         |
| Explosions- wärme kJ/kg          | 2784          | 6238                                   | 6615                                 | 4396                     | 5862                                    | 3977                 | 5625                    |
| Schwaden- volumen l/kg           | 337           | 740                                    | 737                                  | 869                      | 780                                     | 740                  | 927                     |
| Spezifische Energie MPa · l/kg   | 285           | 1337                                   | 1389                                 | 1003                     | 1327                                    | 821                  | 1370                    |
| Detonations- geschwindigkeit m/s | 400           | 7600                                   | 7300                                 | 6800                     | 8400                                    | 6900                 | 8750                    |
| Explosions- temperatur K         | 2380          | 4600                                   | 4700                                 | 3150                     | 4200                                    | 2820                 |                         |

nach Ammedick; Hexogen nach Köhler

## Nutzung

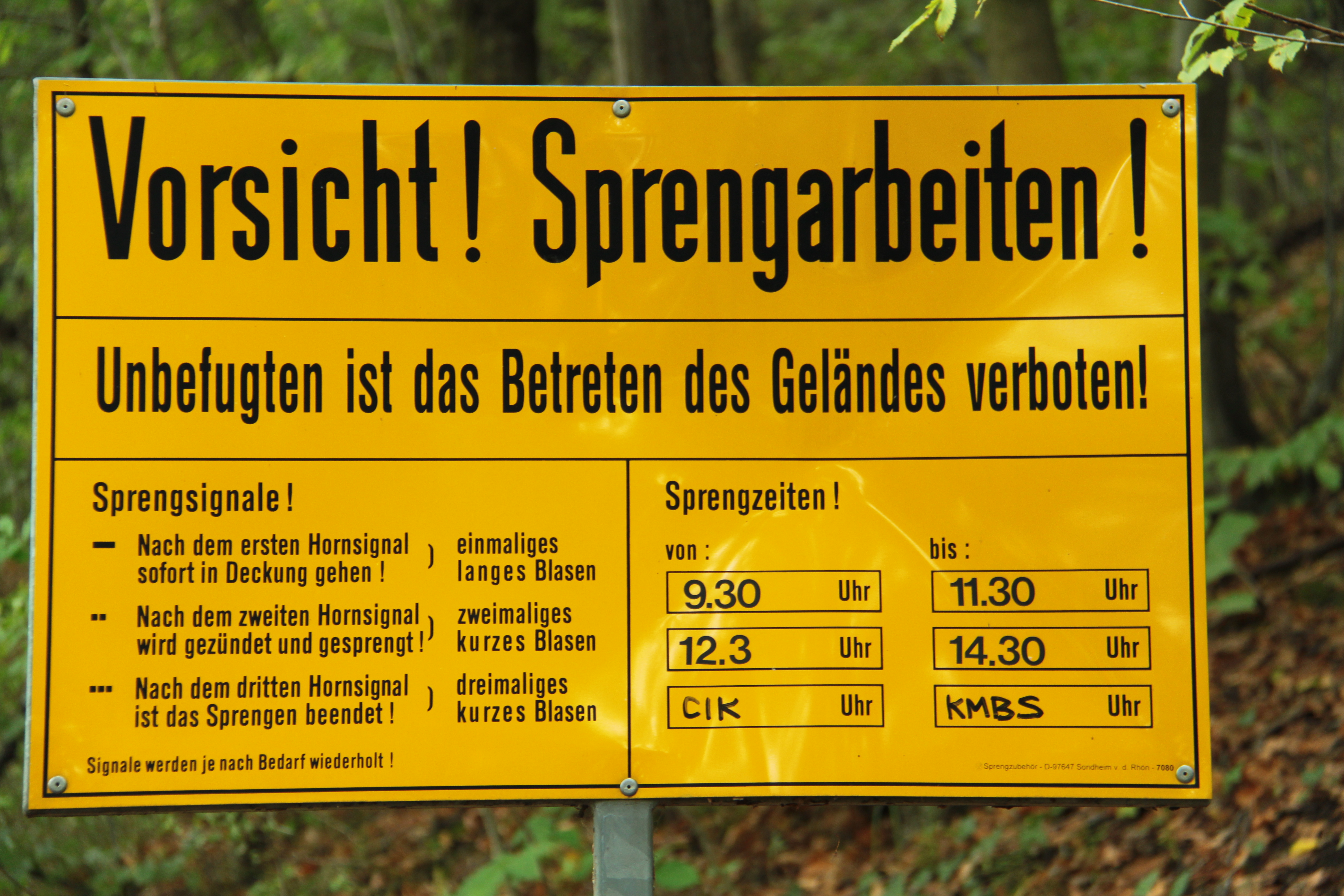
Warnschild am Betriebsgelände des Sprengstoffwerks Gnaschwitz

Zivile Sprengstoffe werden zum größten Teil zur Gewinnung von Gestein in Tagebauen (Steinbruch: Basalt, Granit, Diabas, Kalk etc.), zur Werksteingewinnung und im Bergbau (Steinkohle, Kali & Salz, Gips, Erzabbau etc.) eingesetzt. Daneben finden sie im Verkehrswegebau, im Tunnelbau, bei Abbruchsprengungen, in der Sprengseismik und in der Pyrotechnik (Feuerwerk) Verwendung. Die Produktion gewerblicher Sprengstoffe in Deutschland betrug im Jahre 2004 rund 65.000 Tonnen. ANC-Sprengstoffe machten davon ca. 36.000 Tonnen aus, gelatinöse Sprengstoffe auf NG-Basis ca. 10.000 Tonnen, gepumpte und patronierte Emulsionssprengstoffe ca. 16.000 Tonnen. Die restliche Menge verteilt sich auf Wettersprengstoffe für den Steinkohlenbergbau und auf Schwarzpulver für die Werksteingewinnung. Führende Hersteller industrieller Sprengstoffe in Deutschland sind Orica (Troisdorf und Würgendorf), Westspreng (Finnentrop, gehört zu Maxam), Sprengstoffwerk Gnaschwitz (gehört zu Maxam) und WASAG AG (Sythen, ebenfalls Maxam). Von militärischen Sprengstoffen unterscheiden sie sich durch eine größere Bandbreite an Varianten für die jeweiligen speziellen Anwendungsfälle und den höheren Stellenwert einer möglichst kostengünstigen Produktion.
Militärische Sprengstoffe werden als Füllmittel für Granaten, Bomben, Minen, Gefechtsköpfe von Raketen und Torpedos, sowie als Bestandteile von Treibsätzen verwendet. Ein spezieller Punkt sind Sprengstofflinsen in Atomwaffen zur Verdichtung von Plutonium, um eine kritische Masse zu erhalten und damit eine Kettenreaktion auszulösen. Die Anforderungen an diese Stoffe weichen zum Teil von denen an zivile Sprengstoffen ab. So ist eine möglichst große Energieentfaltung je Gewicht und Volumen wichtiger als in der zivilen Verwendung, weil Kombattanten und Großwaffensysteme nur eine begrenzte Menge an Munition mitführen können und Geschosse bei geringerem Gewicht eine größere Reichweite erlangen. Darüber hinaus müssen militärische Sprengstoffe für die meisten Anwendungen besonders unempfindlich gegen Stöße sein, um trotz der hohen Beschleunigung beim Schussvorgang keine Explosionen im Waffenrohr auszulösen. Von besonderer Bedeutung ist die chemische Stabilität insbesondere bei Berührung mit Bauteilen der Munition, damit auch bei langer Lagerung keine Reaktionen auftreten, die die Wirkung verringern oder die Gefahr einer ungewollten Explosion erhöhen. Eine weitere Anforderung ist eine geringe Neigung zur Umsetzung bei Beschuss und Brand.
Für terroristische Zwecke werden sowohl militärische und zivile Sprengstoffe als auch selbst hergestellte Sprengstoffe (Selbstlaborate) verwendet. Beispiele sind das Gemisch aus Puderzucker und einem chlorathaltigen Unkrautvernichtungsmittel oder Gemische auf Ammonsalpeterbasis. Das Mischen solcher Sprengstoffe ist sehr gefährlich, da sie dabei unvorhersehbar detonieren können.

## Rechtliches
Der Umgang, dazu gehören das Herstellen, Bearbeiten, Verarbeiten, Verwenden, Verbringen (Transport) und das Überlassen innerhalb der Betriebsstätte, das Wiedergewinnen und Vernichten, der Verkehr (Handel) und die Einfuhr, wird aufgrund der möglichen Gefährdung im Sprengstoffrecht geregelt.

## Sprengstoffarten
Technisch verwendete Sprengstoffe sind in der Regel Stoffgemische aus energetischen chemischen Verbindungen, Bindemitteln, Plastikatoren und anderen Zusatzstoffen. Sie werden in folgende Gruppen eingeteilt:
- Initialsprengstoffe
- Sekundärsprengstoffe
- Booster
- Mischsprengstoffe

Nach DIN 20163 werden Sprengstoffe gemäß ihrer Verwendung unterteilt in:
- militärische Sprengstoffe (z. B. TNT)
- gewerbliche Sprengstoffe
  - Wettersprengstoffe (Verwendung unter Tage)
  - Sprengstoffe für sonstige Zwecke
  - Gesteinssprengstoffe
    - Pulversprengstoffe (hierzu zählt nur Schwarzpulver)
    - brisante Gesteinssprengstoffe
      - Gelatinöse Sprengstoffe
      - Pulverförmige Sprengstoffe (außer Schwarzpulver)
      - Emulsionssprengstoffe und Sprengschlämme

Beispiele:
- Schwarzpulver (der älteste bekannte Explosivstoff) wird als Sprengpulver, je nach Verwendung, den Sprengstoffen oder den Schießstoffen bzw. den pyrotechnischen Sätzen zugeordnet.
- Chloratsprengstoffe bestehen aus Alkali- und Erdalkalichloraten in Verbindung mit organischen Substanzen wie Wachsen, Ölen, Holzmehl oder Ersatzsprengstoffen (Dinitroaromate). Nach ihrer Entwicklung am Ende des 19. Jahrhunderts wurden sie häufig verwendet, kamen jedoch wegen der hohen Reibeempfindlichkeit außer Gebrauch.
- Zu Dynamiten gehört sowohl das von Alfred Nobel entwickelte Kieselgurdynamit als auch die aus Sprenggelatine entwickelten „Gelatine-Dynamite“.
- Gelatinöse Sprengstoffe bestehen aus Sprengölen wie Glycerintrinitrat, Ethylenglycoldinitrat oder Diethylenglycoldinitrat bzw. deren Gemischen die zur Verringerung der Schlagempfindlichkeit mit 6 bis 8 % Cellulosenitrat oder Kollodiumwolle gelatiniert sind.
- Pulverförmige Sprengstoffe (Ammonium Nitrate/Carbone) sind besonders sicher, da sie eine Verstärkerladung (Booster) zum Zünden benötigen. Sie bestehen aus Ammonsalpeter und Kohlenstoffträgern wie Kohlepulver, Naphthalin oder Holzmehl. Die Ammonale enthalten zusätzlich Aluminiumpulver.
- ANC-Sprengstoffe bestehen im einfachsten Fall aus 94,5 % Ammonsalpeter und 5,5 % Heizöl.
- Zu Sprengschlämmen zählen heute vor allem Mischungen aus konzentrierten wässrigen Ammoniumnitratlösungen mit niedrigem Anteil an brisanten Explosivstoffen, welche sich durch besonders hohe Verarbeitungs- und Transportsicherheit auszeichnen. Sie werden erst kurz vor der Verwendung, also beim Einfüllen in ein Bohrloch, mit Mischladefahrzeugen gefertigt. Während des Transports zur Sprengstelle sind die einzelnen Komponenten in Tanks getrennt voneinander untergebracht. Dies führt dazu, dass der Transport nicht in die Klasse 1 des ADR fällt.
- Emulsionssprengstoffe bestehen aus konzentrierten wässrigen Ammoniumnitratlösungen mit darin emulgiertem Mineralöl.
- Spezielle Wettersprengstoffe werden unter Tage im Kohlebergbau eingesetzt. Ihre Explosionstemperatur aufgrund von Zusätzen von Alkalichloriden reicht nicht aus, um Staub- oder Methangasexplosionen (schlagende Wetter) auszulösen.
- Oxyliquite bestehen aus saugfähigen Materialien wie Holz- oder Korkmehl, die kurz vor der Verwendung in flüssige Luft oder flüssigen Sauerstoff getaucht werden. Da diese wieder verdunsten, muss kurz darauf gezündet werden. Aus diesem Grund sind Oxyliquite für groß angelegte Sprengungen nicht geeignet. Ihr Vorteil besteht darin, dass nicht gezündete Ladungen nach Verdunsten des Oxidators absolut ungefährlich sind.
- Die Pikrinsäure ist einer der am längsten bekannten brisanten Sprengstoffe, wurde später aber weitgehend durch das TNT ersetzt. Moderne Sprengstoffe enthalten oft noch das brisantere Hexogen, Ethylendinitramin oder Nitropenta.
- Die militärisch verwendeten formbaren Sprengstoffe (Plastiksprengstoff) wie zum Beispiel C4 oder Semtex enthalten Nitropenta, Hexogen und Plastifizierungsmittel. Sie werden vornehmlich für Pionierzwecke verwendet, sind jedoch auch bei Terroristen beliebt, da sie leicht in unauffällige Form zu bringen sind.
- Hochbrisanzsprengstoffe
- Polymer-gebundene Sprengstoffe (PBX)
- zweibasige Flüssigsprengstoffe: Panclastit besteht aus 70 % Distickstofftetroxid und 30 % Nitrobenzol, die erst kurz vor der Verwendung gemischt werden. Eine ähnliche Mischung aus 86,5 % Tetranitromethan und 13,5 % Toluol erreicht eine Detonationsgeschwindigkeit von 9300 m/s

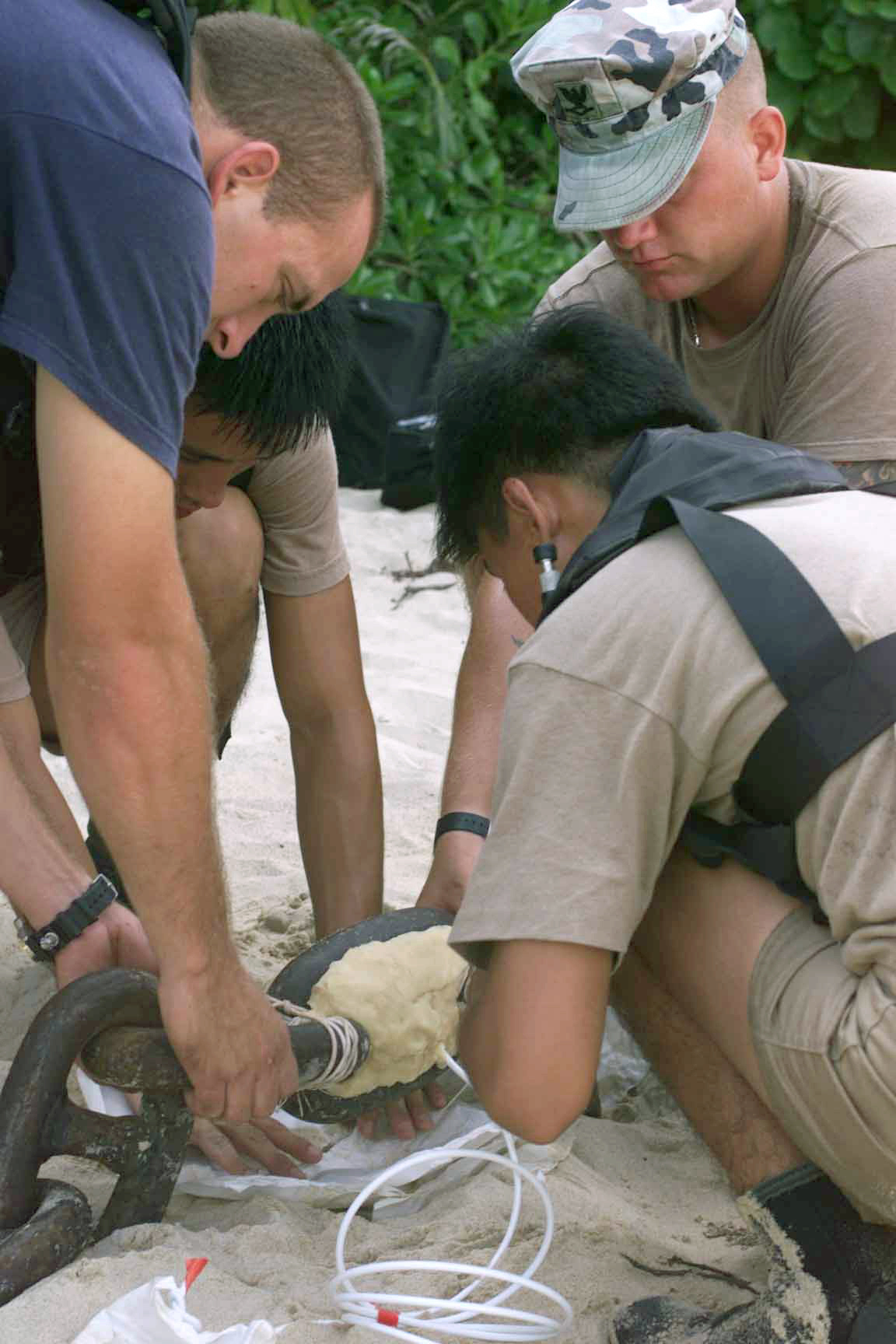
Vorbereitung für die Sprengung einer Ankerkette mit C4 während einer Übung bei der US Navy. Man erkennt gut die helle formbare Masse des Plastiksprengstoffes.

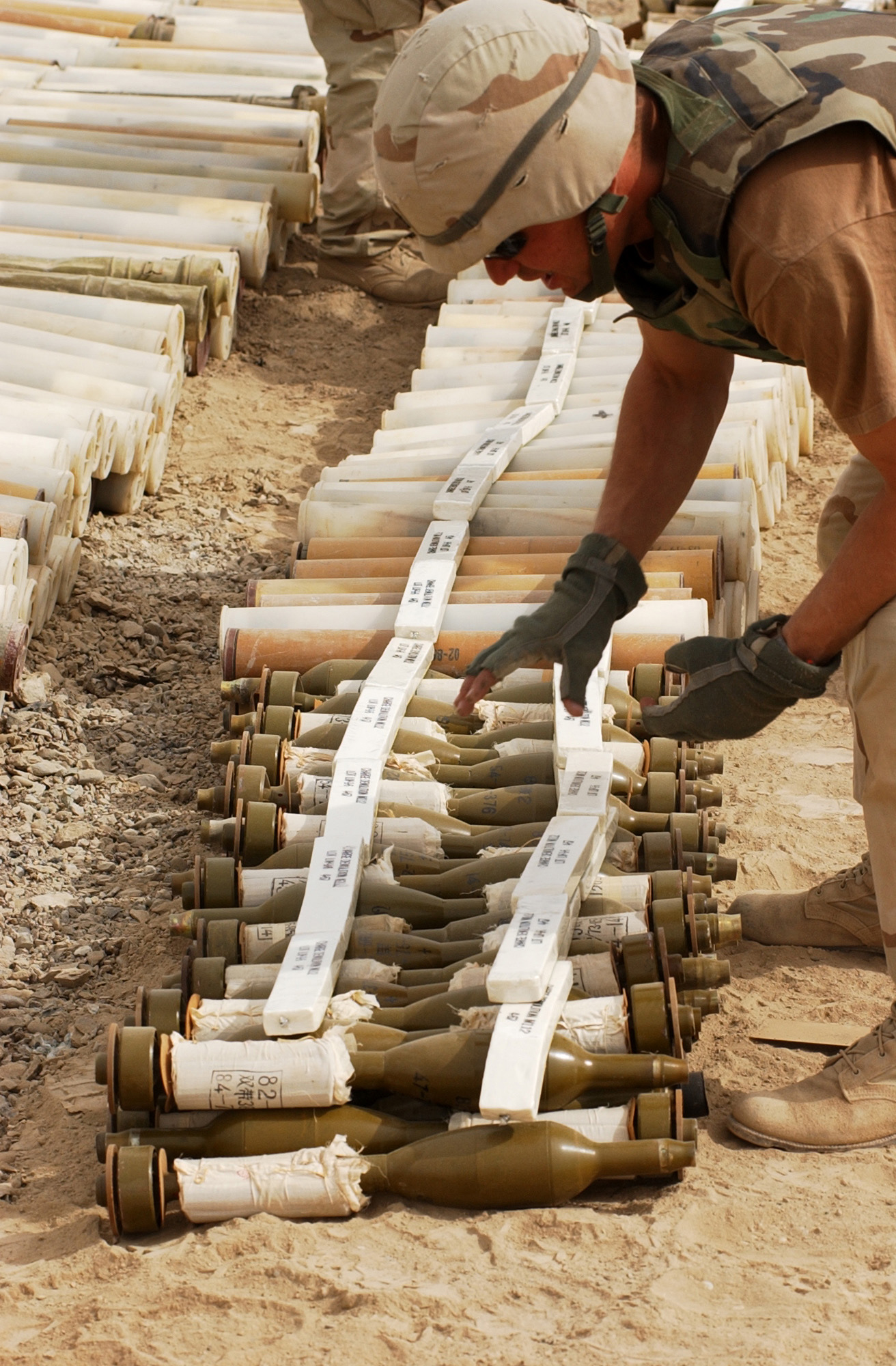
C4-Sprengstoff in Stangenform bei Vorbereitung der Sprengung eines Munitionsdepots

- Binäre Sprengstoffe

### Grundsubstanzen für Sprengstoffe von praktischer Bedeutung
- Ammoniumpikrat
- Trinitrotoluol (TNT, Fp.02)
- Trinitrophenol (Pikrinsäure, Granatfüllung 88)
- Tetryl (N-Methyl-N,2,4,6-tetranitroanilin)
- Ethylenglycoldinitrat (Nitroglycol)
- Diethylenglycoldinitrat (Diglycoldinitrat)
- Triethylenglycoldinitrat (Triglycoldinitrat)
- Glycerintrinitrat (Nitroglycerin)
- Nitropenta (PETN, Pentrit, Pentaerythrittetranitrat)
- Cellulosenitrat
- Nitroguanidin
- Ethylendinitramin (EDNA)
- Hexogen (RDX)
- Oktogen (HMX)
- Dipikryloxid
- Dipikrylsulfid
- Hexanitrostilben (HNS)
- Hexanitroazobenzol (HNAB)
- Pikrylaminodinitropyridin (PYX)
- Nitrotriazolon (NTO)
- Hexanitrohexaazaisowurtzitan (HNIW oder CL20)
- Triaminotrinitrobenzol (TATB)

### Grundsubstanzen für Sprengstoffe von geringerer Bedeutung
- Trinitrobenzol (TNB)
- Trinitro-m-xylol
- Trinitro-m-kresol
- Trinitroanisol
- Trinitroanilin (Pikramid)
- Hexanitrodiphenylamin
- Methylnitrat
- Nitromethan
- Tetranitromethan
- Dinitrotetraoxadiazaisowurtzitan (TEX)

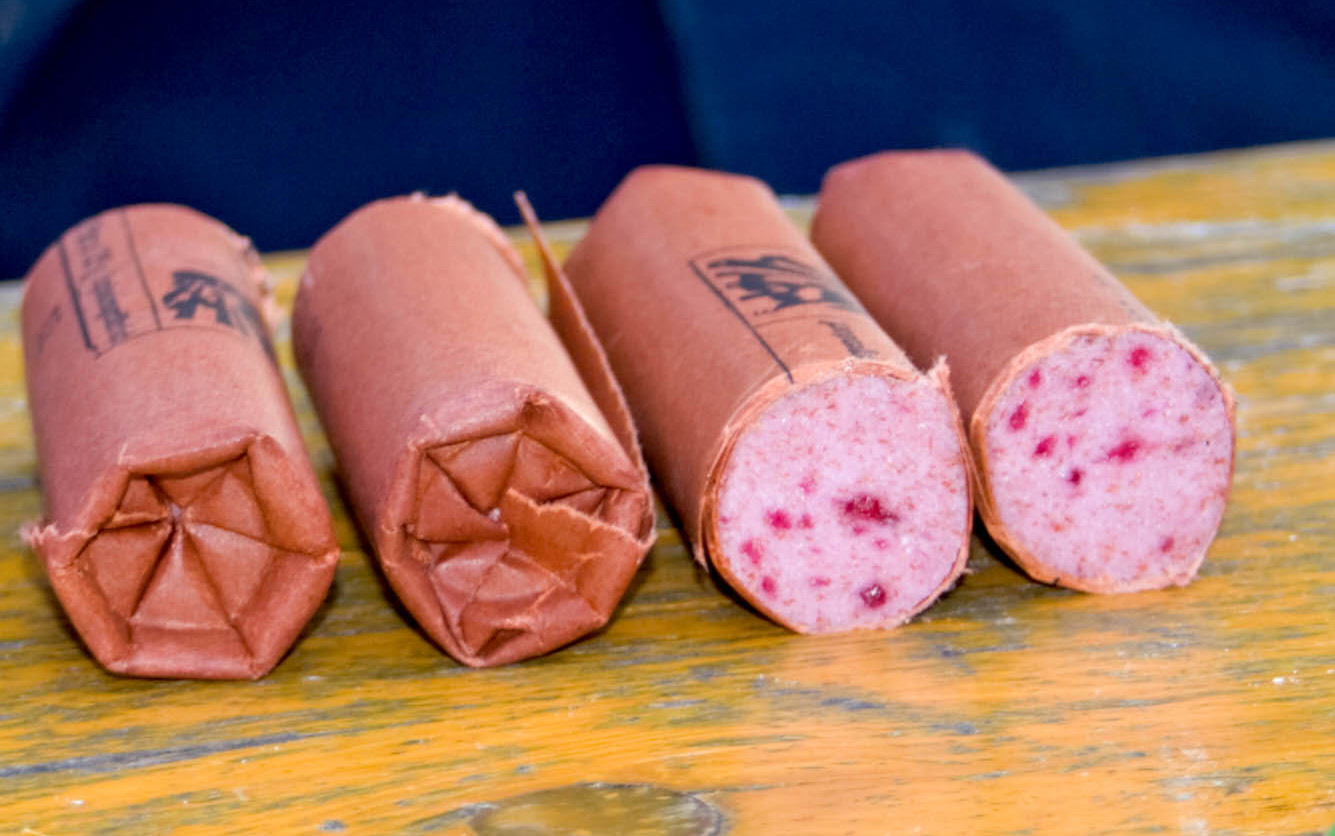
Aufgeschnittene 125-Gramm-Patronen des gelatinösen Gesteinssprengstoffs Eurodyn 2000 (Hersteller: Orica)

### Grundsubstanzen für Ersatzsprengstoffe
- Ammoniumnitrat
- Dinitrobenzol (DNB)
- 2,4-Dinitrotoluol (DNT)
- 2,4-Dinitrophenol (DNP)
- 2,4-Dinitroanisol (DNAN)
- Dinitronaphthalin
- Trinitronaphthalin
- Methylammoniumnitrat (MAN-Salz)
- Tetramethylammoniumnitrat (TETRA-Salz)
- Guanidinnitrat
- Acetonperoxid (APEX)
- Hexamethylentriperoxiddiamin (HMTD)
- Nitramin

### Sauerstoffträger für Mischsprengstoffe
- Ammoniumdinitramid (ADN)
- Ammoniumnitrat (Ammonsalpeter)
- Kaliumnitrat (Kalisalpeter)
- Natriumnitrat (Natronsalpeter)
- Bariumnitrat (Barytsalpeter)
- Calciumnitrat (Kalksalpeter)
- Kalkammonsalpeter (Mischung aus Kalk- und Ammonsalpeter)
- Kaliumchlorat
- Natriumchlorat
- Kaliumperchlorat
- Ammoniumperchlorat
- Distickstofftetroxid (in Panclastit)
- flüssige Luft oder Sauerstoff (in Oxyliquit)
- Wasserstoffperoxid

### Grundsubstanzen im experimentellen Stadium
- Diaminodinitroethylen (DADE oder FOX-7)
- Trinitroazetidin (TNAZ)
- Octanitrocuban
- TKX-50